# 斯特宾斯 (阿拉斯加州)
斯特宾斯（英語：Stebbins），是美国阿拉斯加州的一座城市。该市的人口在2000年为547人，2010年有556人。人口在阿拉斯加州排行第52。